# Postbox

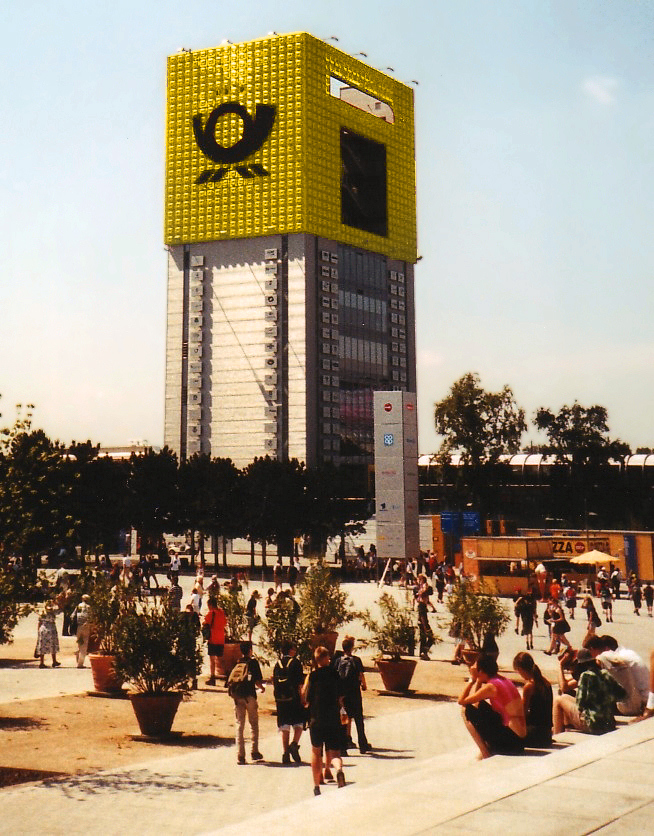
Die Postbox als wohl „größter Briefkasten der Welt“ von der Deutschen Post AG auf der Expo 2000

Die Postbox (Eigenschreibweise: POSTBOX) war ein Pavillon auf der Expo 2000 in Hannover. Als einer der zwölf offiziellen Weltpartner der Weltausstellung präsentierte sich dort die Deutsche Post AG.

## Nutzung während der Expo 2000
Die Postbox wurde als erster Pavillon bereits ein halbes Jahr vor Eröffnung der Weltausstellung fertiggestellt und gewährte im Vorfeld einen Überblick über das entstehende Ausstellungsgelände. Über eine Million Menschen besuchten während der Expo die höchste Aussichtsplattform mit 43 Metern auf dem Weltausstellungsgelände. Hierzu konnten die Besucher im oberen Aussichtsstockwerk Fensterklappen öffnen, die von außen den deutschen Briefkastenfronten ähnelten. Insgesamt erstreckten sich über die oberen drei Etagen bis ins neunte Stockwerk 1586 „Briefkastenfronten“, von denen sich aber nur ein Bruchteil zum durchschauen öffnen ließ.
Auf der Außenfassade waren sämtliche Logos der im Weltpostverein verbundenen Länder und Postorganisationen angebracht. Im Eingangsbereich beteiligten sich 37 Länder an einer Ausstellung von echten Postbriefkästen, darunter auch Briefkästen mit arabischen und ostasiatischen Schriftzeichen. Eine Besonderheit bildete der Briefkasten aus Laos  es war einer der kleinsten und komplett aus Holz gefertigt.
Im Inneren gab es im fünften Stockwerk ein Café, in dem die Gäste den Panoramablick durch die Glaswände auf das Gelände genießen konnten. Die anderen Stockwerke wurden für Besprechung und Tagungen genutzt, wie beispielsweise die International Post Corporation (IPC), einem Zusammenschluss der damals 21 umsatzstärksten Postunternehmen.
Der Extremsportler Hubert Schwarz startete im gelben Trikot der Post einen Monat vor Eröffnung der Weltausstellung am 1. Mai 2000 in Hannover zur 25.000 Kilometer langen Bike-the-Future Tour durch 21 Länder rund um die Welt. Am offiziellen Partnertag der Deutschen Post kam er am 31. August 2000 zurück.
Die Postbox war auch Motiv eines Sonderstempels der Expo.

## Nachnutzung

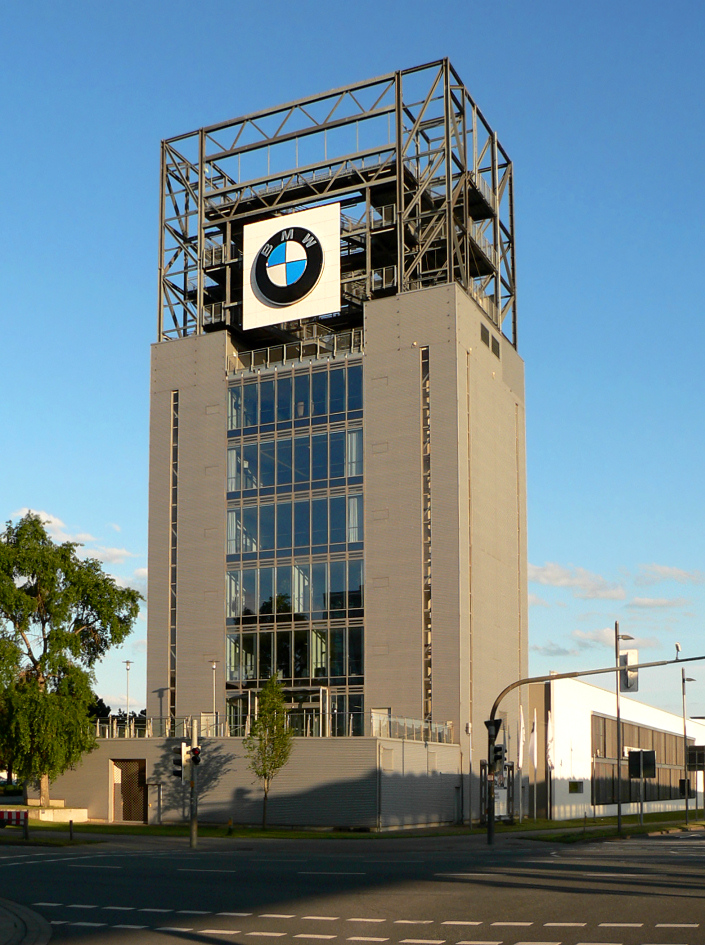
Nachnutzung durch BMW seit 2006

Die Postbox wurde später an BMW verkauft, um daraus eine Verkaufsniederlassung zu machen. Der Umbau begann im März und endete mit der Fertigstellung im November 2006.